# Pegasus lancifer
Pegasus lancifer is een  straalvinnige vissensoort uit de familie van zeedraken (Pegasidae). De wetenschappelijke naam van de soort is voor het eerst geldig gepubliceerd in 1861 door Johann Jakob Kaup.
De soort staat op de Rode Lijst van de IUCN als Onzeker, beoordelingsjaar 1996.